# Alianza Editorial
Alianza Editorial és una editorial madrilenya fundada l'any 1966 per José Ortega Spottorno, sota la direcció literària de Jaime Salinas i Javier Pradera.
L'activitat editorial s'inicià a partir de la col·lecció El libro de bolsillo, de gran èxit. Les altres col·leccions de més importància són Alianza-Universidad (1971), Alianza-3 (1973), Alianza-Forma (1979) i Alianza-Música (1983). Alianza disposa, al conjunt de totes les seves col·leccions, prop de quatre mil referències vives que es van ampliant cada any amb unes 250 novetats. El 1985 arribà a un acord amb Enciclopèdia Catalana amb vista a coeditar la col·lecció Biblioteca de Cultura Catalana, de traducció d'obres catalanes al castellà. El 1989 quedà integrada al grup Anaya. El 2000 inaugurà la col·lecció Alianza Literaria, dedicada a la jove narrativa espanyola i que també publica poesia i assaig.